# Подлесный Утямыш
Подле́сный Утямы́ш (тат. Урманасты Үтәмеш) — село в Черемшанском районе Республики Татарстан, в составе Староутямышского сельского поселения.

## Этимология
Топоним произошёл от словосочетания на татарском языке «урман асты» (подлесный) и гидронима на татарском языке «Үтәмеш» (Утямыш).

## География
Село находится в верховье реки Утямыш, в 17 км к востоку от села Черемшана. 

## История
Село основано не позднее 1760-х годов. В дореволюционных источниках известно также под названиями Верхний Ключ, Н. Утямыш. 
До 1860-х годов жители относились к категории государственных крестьян. Занимались земледелием, разведением скота, выполняли лашманскую повинность. 
В «Списке населенных мест по сведениям 1859 года», изданном в 1864 году, населённый пункт упомянут как казённая деревня Подлесная Утямышева 2-го стана Бугульминского уезда Самарской губернии. Располагалась при безымянном ручье, по правую сторону Симбирского просёлочного тракта в Бугульму, в 75 верстах от уездного города Бугульмы и в 16 верстах от становой квартиры в казённом селе Черемшане. В деревне в 118 дворах жили 736 человек (370 мужчин и 366 женщин). Была мечеть.
В начале XX века здесь функционировали 2 мечети, 5 торгово-промышленных заведений. В этот период земельный надел сельской общины составлял 2935 десятин. 
До 1920 года село входило в Мордовско-Афонькинскую волость Бугульминского уезда Самарской губернии. С 1920 года в составе Бугульминского кантона ТАССР. С 10 августа 1930 года в Шугуровском, с 10 февраля 1935 года в Первомайском, с 1 февраля 1963 года в Лениногорском, с 12 января 1965 года в Черемшанском районах.

## Население
| 1782 | 1859 | 1889 | 1910 | 1920 | 1926 | 1949 | 1958 | 1970 | 1979 | 1989 | 2002 | 2010 |
| ---- | ---- | ---- | ---- | ---- | ---- | ---- | ---- | ---- | ---- | ---- | ---- | ---- |
| 91   | 736  | 1165 | 1775 | 1741 | 886  | 944  | 874  | 802  | 598  | 305  | 290  | 223  |

Национальный состав села: татары.

## Экономика
Жители занимаются полеводством, свекловодством, мясо-молочным скотоводством.

## Инфраструктура
Неполная средняя школа, дом культуры, библиотека. Через село проходит автомобильная дорога регионального значения «Лениногорск — Черемшан». 

## Религия
Мечеть.